# Postrodden

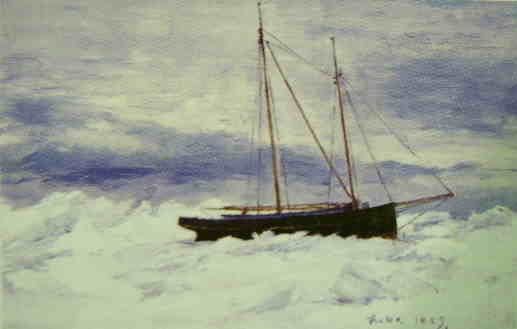
Postbåt i packis av JAG Acke, 1889

Postrodden är en årlig postroddtävling mellan Grisslehamn på Väddö och Eckerö på Åland över Ålands hav med allmogebåtar. Den anordnas i minne av postrotemännen arbete i Postverkets tjänst. 

## Historik

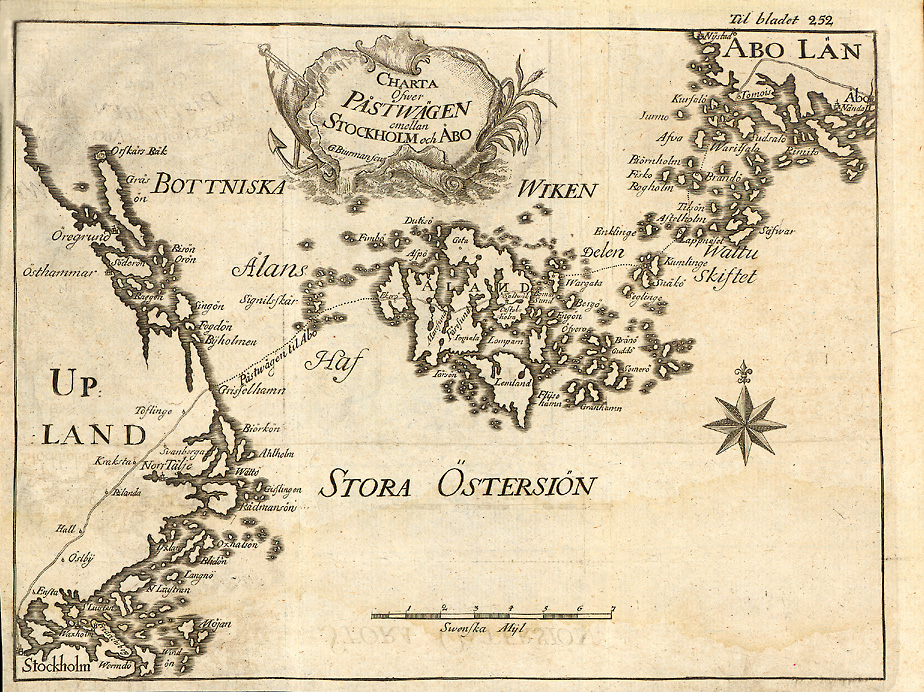
Charta öfver Påstwägen emellan Stockholm och Åbo från 1749.

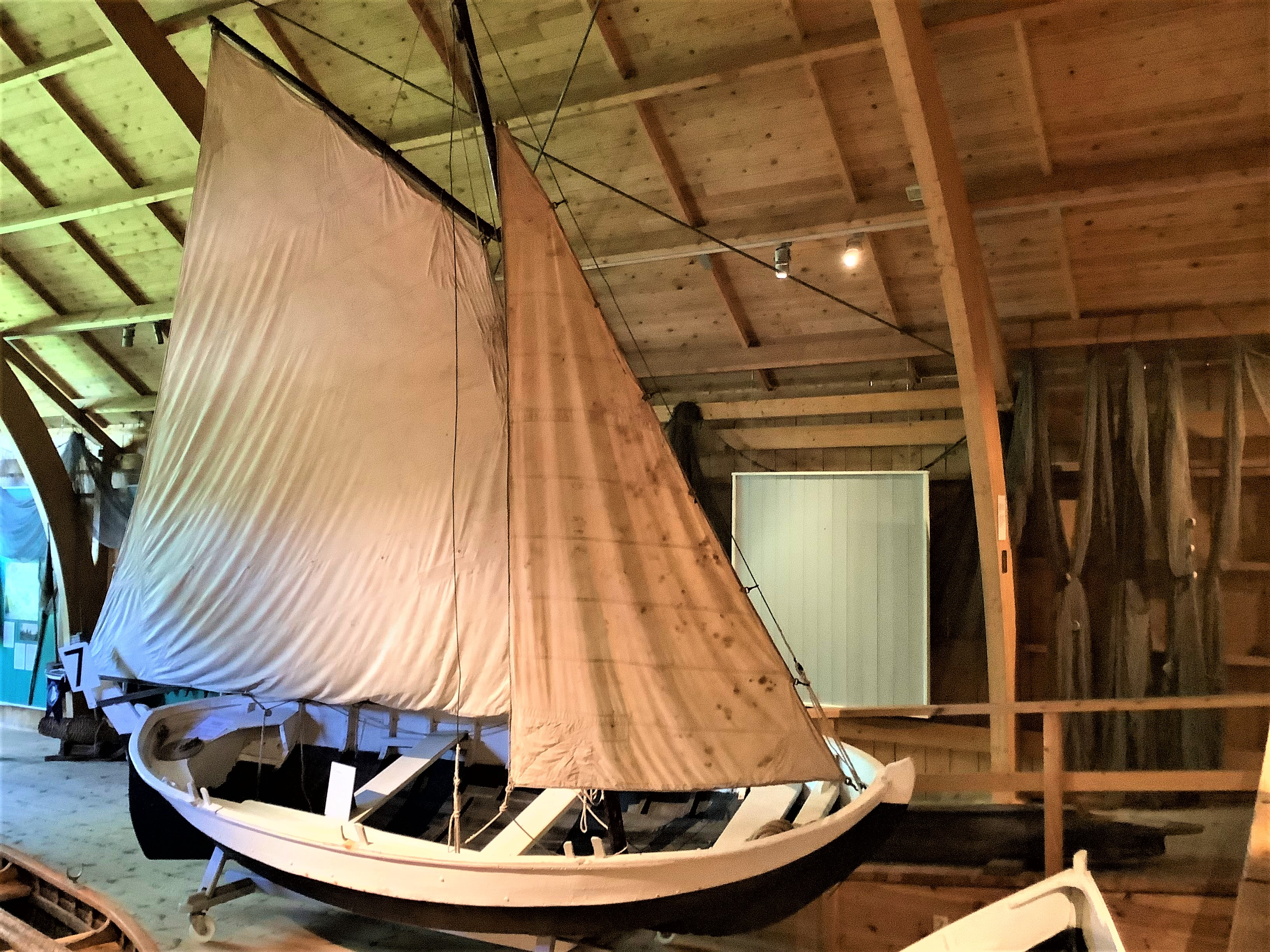
Skötbåten Flundran från 1910 på Roslagens sjöfartsmuseum, museibåt sedan 2002. Flundran byggdes på Eckerö på Åland och har deltagit i ett 20-tal Postrodden-tävlingar.

Redan från 1300-talet finns beskrivningar av hur bönderna från Väddö och Eckerö forslade folk över Ålands hav. Behovet av en organiserad postgång ledde på 1600-talet till att drottning Kristina genomförde en postreform. En postlinje gick från Stockholm – som budkavle från bonde till bonde – till Grisslehamn och fortsatte över Ålands hav till Åbo och vidare österut. till Viborg. Genom denna reglering togs bönderna längs postvägen ut i postväsendets tjänst enligt ett särskilt rotesystem.
Postroddtävlingen påminner om Väddö- och Eckeröbornas uppgift att frakta post och passagerare mellan Grisslehamn och Eckerö. Rutten var cirka 44 kilometer (24 sjömil) lång och postrotemännen var ofta tvungna att kämpa för livet på det stormiga havet eller mot den isande kylan året om. Särskilt riskabelt var det under så kallad menförestid, då isen varken bar eller brast och postförarna fick släpa på båtarna över isen och staka sig fram genom drivis. Var isen tillräckligt stark och täckande kunde postbönderna köra med häst och släde. Under åren var det många i havspostföringen som miste livet och antalet änkor var högt i de byar som var ålagda denna uppgift. Under överfarten skyddades posten i postkaggar som flöt, om de hamnade i vattnet. 
I november 1870 gjordes den första postresan över Ålands hav med Generalpoststyrelsens ångfartyg Postiljonen. Då havet frös till och det blev svår isvinter, klarade inte den första generationens ångbåtar av att ta sig fram, utan postbönderna fick då sköta arbetet. Postböndernas skyldigheter upphörde först på den svenska sidan och fanns på den åländska sidan formellt kvar till den 31 december 1910, varefter postångarna helt tog över.

## Postrodden idag
I samband med Roslagens dag 1966 väcktes idén till den första postrodden, då en skötbåt kom till Grisslehamn från Åland med en postsäck, i tidsenlig anda. Men det dröjde till 1974 innan tävlingarna kom igång på allvar, men sedan dess har det varje år genomförts en postrodd med deltagande båtar från både Åland och Sverige. 

## Bildgalleri

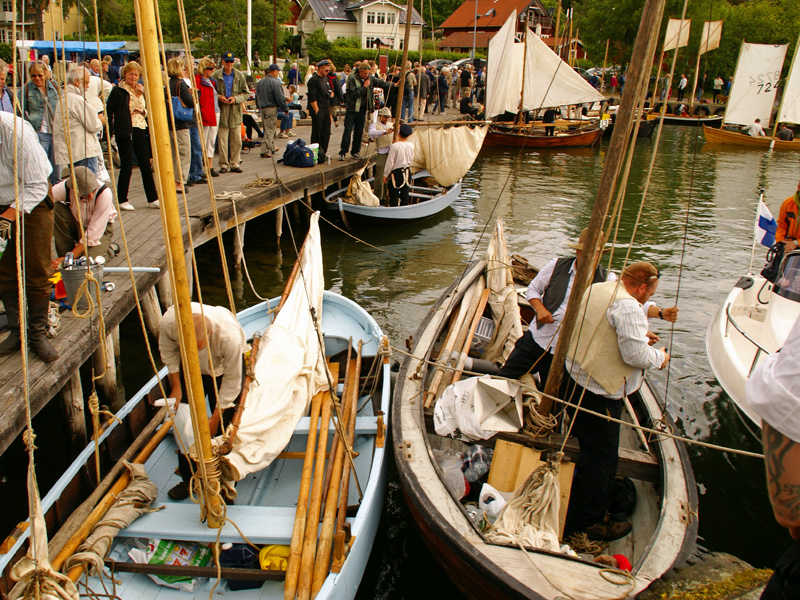
I Grisslehamn före start
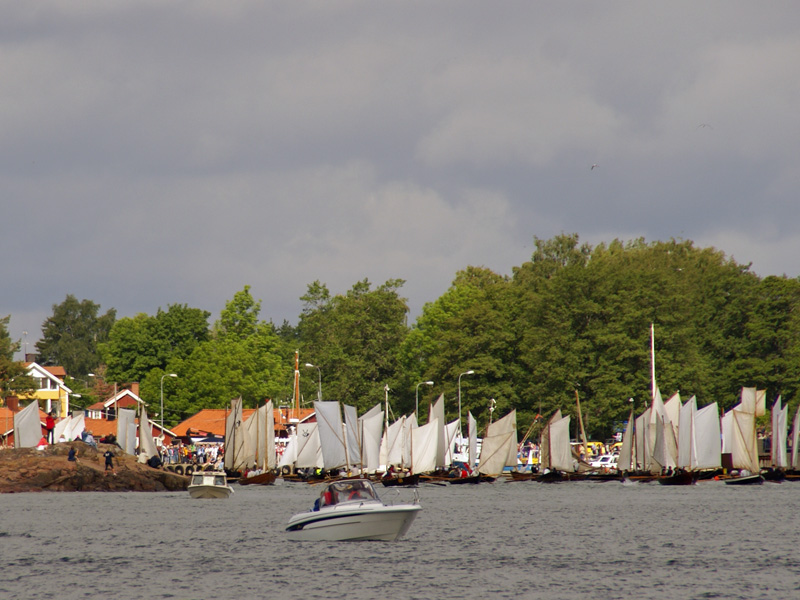
På väg ut på Ålands hav
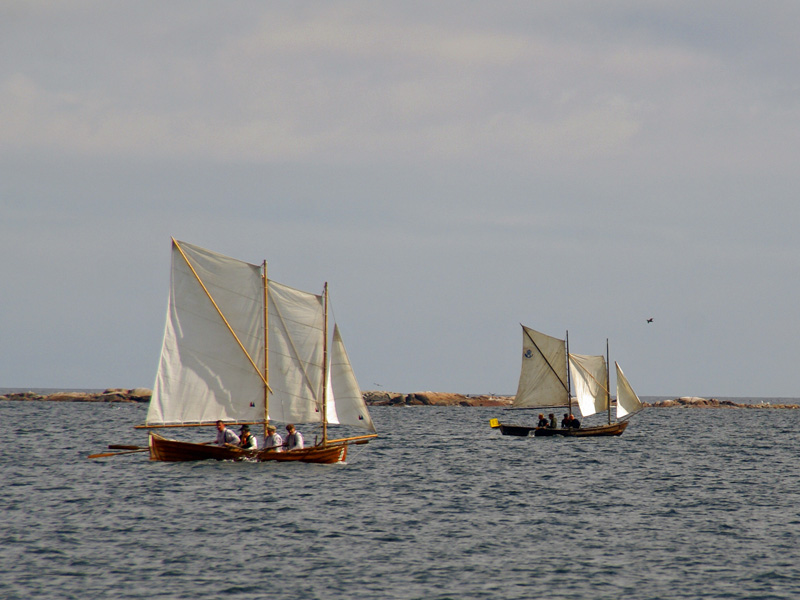
Postrodden på Ålands hav
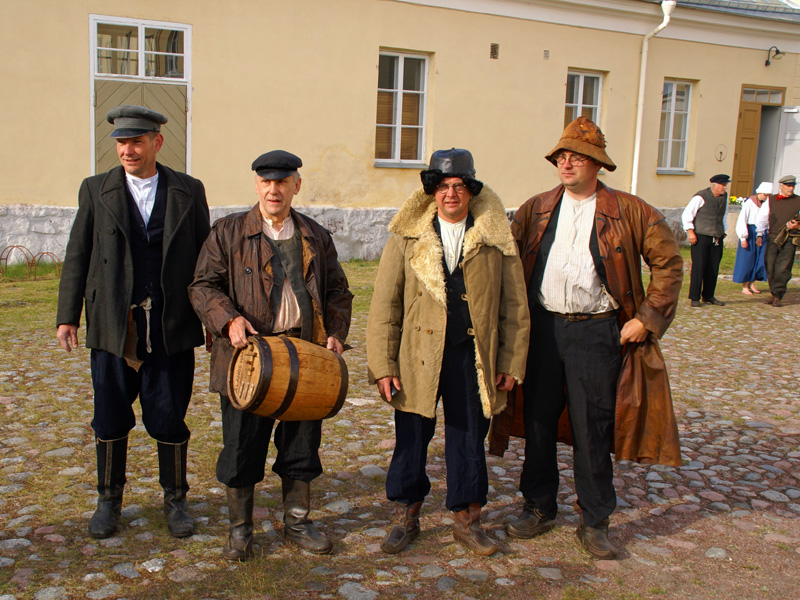
Postrote utanför Eckerö post- och tullhus med postkagge från 1831

## Postrodd på övriga orter

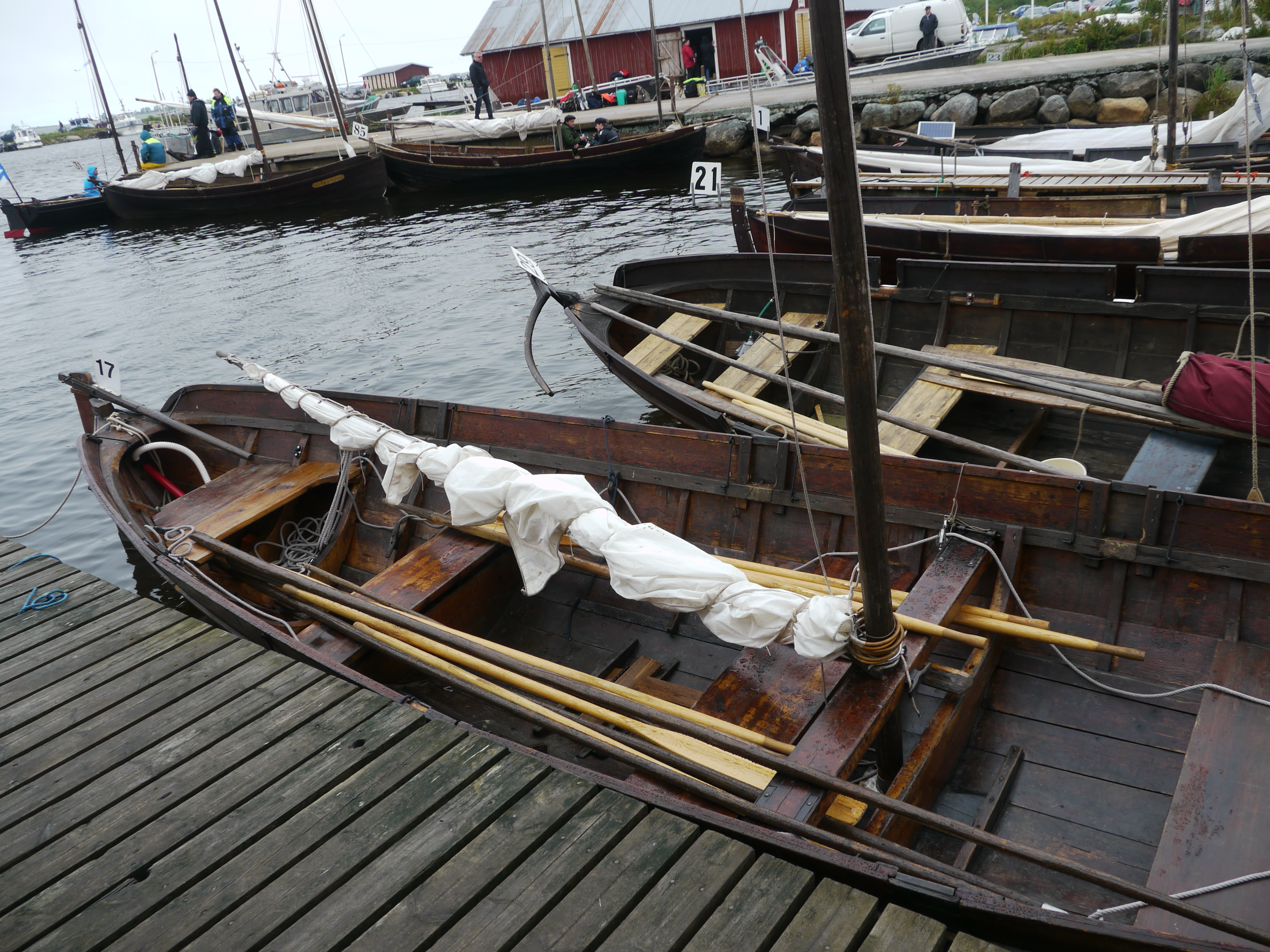
Traditionella båtar i Svedjehamn, Björkö, redo för postrodd till Holmön

Postrodden är namnet på en årlig folkfest på Holmön till minnet av Björkö- och Holmöbornas skyldighet att under århundraden befordra post och resanden över Kvarken.
Postrodden är också namnet på den årliga rodden mellan Böda på Öland och Klintehamn på Gotland.